# نيك تومسون (سياسي)
نيك تومسون (بالإنجليزية: Nick Thompson)‏ هو محامي وقاضي وسياسي أمريكي، ولد في 7 فبراير 1966. حزبياً، نشط في الحزب الجمهوري. وقد انتخب عضو مجلس نواب فلوريدا.